# Edwin Carr (lekkoatleta)
Edwin William J. Carr (ur. 2 września 1928 w Sydney, zm. 25 marca 2018 w Cowra) – australijski lekkoatleta  sprinter, olimpijczyk z 1952, później lekarz chirurg.
Zwyciężył w biegu na 440 jardów i w sztafecie 4 × 440 jardów (w składzie: Carr, George Gedge, James Humphreys i Ross Price) na igrzyskach Imperium Brytyjskiego w 1950 w Auckland.
Na igrzyskach olimpijskich w 1952 w Helsinkach odpadł w  ćwierćfinale biegu na 200 metrów oraz eliminacjach biegu na 400 metrów, sztafety 4 × 100 metrów i sztafety 4 × 400 metrów.
Był mistrzem Australii w biegu na 440 jardów w latach 1948/1949, 1949/1950 i 1951/1952 oraz wicemistrzem na tym dystansie w 1946/1947.
Dwukrotnie poprawiał rekord Australii w sztafecie 4 × 400 metrów do czasu 3:15,8, uzyskanego 26 lipca 1952 w Helsinkach.
Ukończył studia medyczne na Uniwersytecie w Sydney i przez wiele lat praktykował jako chirurg.
Jego ojciec Edwin „Slip” Carr również był lekkoatletą, olimpijczykiem z 1924.